# Гуриели, Мамия Давидович
Мамия Давидович Гуриели (груз. მამია გურიელი, 28 января [9 февраля] 1836, Леса (Грузия), Имеретинская область, Российская империя — 25 июля [6 августа] 1891, Кутаис, Кутаисская губерния, Российская империя) — грузинский поэт и переводчик.

## Биография
Представитель богатой феодальной семьи. Имя Мамиконе было необычным грузино-армянским именем для гурийцев. Отец, Давид Гуриели (1802—1856), был сыном князя Вахтанга II Гуриели (ум. 1814 или 1825). Если бы не упразднение Гурийского княжества в 1840 году, отец Мамия Давид стал бы правителем Гурии. Мать, Екатерина (Бату; ум. 1884), была дочерью князя «Большого» Нико Дадиани. Семья отца имела 80 вассалов с собственными землями. Владения рода простирались до площади 17 вёрст от моря, они входили в таможенную территорию Григолети и Малтакви. Мамия знал и крестьянский быт, поскольку его воспитывала няня-крестьянка.
Окончил Кутаисскую гимназию.
В 1853 году поступил на военную службу в русскую армию и принимал участие в военных походах.
Печатался с 1860-х годов. В своих стихах выступал против колониальной политики царизма, призывал соотечественников к борьбе за национальную самостоятельность, за высокие гуманистические идеалы, воспевал свою «разоренную родину» и её «обиженную и караемую судьбу» после присоединения к России (1801).
Выступил также переводчиком на грузинский язык сочинений А. С. Пушкина, М. Ю. Лермонтова, Дж. Байрона, С. Я. Надсона, Т. Г. Шевченко и других.

### Семья
С 1868 года был женат на княжне Мариам Дмитриевне Меликовой (1848 — ?), но вскоре жена потребовала развода. Развод был оформлен в 1876 года, причём на князя была наложена 7-летняя епитимья. Единственный сын — Давид (Кахвбер; 1869—1891), покончил самоубийством.